# Sugarlands Shine 250
| Provas NASCAR - Gander Outdoors Truck Series 2019   |
| Temporada Regular                                   |
| --------------------------------------------------- |
| 1. NextEra Energy Resources 250 (Daytona)           |
| 2. Atlanta 200 (Atlanta)                            |
| 3. Strat 200 (Las Vegas)                            |
| 4. NGOTS Race at Martinsville (Martinsville)        |
| 5. Vankor 350 (Texas)                               |
| 6. JEGS 200 (Dover)                                 |
| 7. NGOTS Race at Kansas (Kansas)                    |
| 8. North Carolina Education Lottery 200 (Charlotte) |
| 9. Rattlesnake 400 (Texas 2)                        |
| 10. NGOTS Race at Iowa (Iowa)                       |
| 11. Gateway 200 presented by CK Power (Gateway)     |
| 12. Camping World 225 (Chicagoland)                 |
| 13. NGOTS Race at Kentucky (Kentucky)               |
| 14. Gander Outdoors 150 (Pocono)                    |
| 15. Eldora Dirt Derby (Eldora - Pista de Terra)     |
| 16. Corrigan Oil 200 (Michigan)                     |
| Provas dos Playoffs                                 |
| Round of 8                                          |
| 17. NGOTS Race at Bristol (Bristol)                 |
| 18. Chevrolet Silverado 250 (Mosport Park)          |
| 19. World of Westgate 200 (Las Vegas 2)             |
| Round of 6                                          |
| 20. Sugarlands Shine 250 (Talladega)                |
| 21. NGOTS Race at Martinsville (Martinsville)       |
| 22. Lucas Oil 150 (Phoenix)                         |
| Championship 4                                      |
| 23. Ford EcoBoost 200 (Homestead-Miami)             |
| Provas inativas/extintas                            |
| AAA Insurance 200 (1995-2011)                       |
| Bully Hill Vineyards 200 (2010-11)                  |
| Copart 200 (1995-2009)                              |
| E-Z-GO 200 (2005-2008)                              |
| Fan Appreciation 200 (2012-13)                      |
| Kentucky 201 (2000-2012)                            |
| Lucas Deep Clean 200 (2001-2011)                    |
| North Carolina Education Lottery 200 (2012-13)      |
| Too Tough To Tame 200 (2001-04, 2010-11)            |
| San Bernardino County 200 (1997-2009)               |

A Sugarlands Shine 250 é a prova da NASCAR Truck Series, realizada no Talladega Superspeedway, em Talladega, Alabama. É realizada desde 2006.

## Vencedores
| Ano  | Data          | Piloto           | Equipe                   | Montadora | Distância | Distância        | Tempo Total | Velocidade Média (mph) |
| Ano  | Data          | Piloto           | Equipe                   | Montadora | Voltas    | Milhas (km)      | Tempo Total | Velocidade Média (mph) |
| ---- | ------------- | ---------------- | ------------------------ | --------- | --------- | ---------------- | ----------- | ---------------------- |
| 2006 | 7 de Outubro  | Mark Martin      | Roush Racing             | Ford      | 94        | 250.04 (402.4)   | 1:48:33     | 138.207                |
| 2007 | 6 de Outubro  | Todd Bodine      | Germain Racing           | Toyota    | 94        | 250.04 (402.4)   | 1:55:25     | 129.985                |
| 2008 | 4 de Outubro  | Todd Bodine      | Germain Racing           | Toyota    | 94        | 250.04 (402.4)   | 1:43:06     | 145.513                |
| 2009 | 31 de Outubro | Kyle Busch       | Billy Ballew Motorsports | Toyota    | 98*       | 260.68 (419.523) | 2:02:21     | 127.837                |
| 2010 | 30 de Outubro | Kyle Busch       | Kyle Busch Motorsports   | Toyota    | 95*       | 252.7 (406.681)  | 1:48:51     | 139.293                |
| 2011 | 22 de Outubro | Mike Wallace     | Kevin Harvick Inc.       | Chevrolet | 94        | 250.04 (402.4)   | 1:57:41     | 127.481                |
| 2012 | 6 de Outubro  | Parker Kligerman | Red Horse Racing         | Toyota    | 94        | 250.04 (402.4)   | 1:56:26     | 128.85                 |
| 2013 | 19 de Outubro | Johnny Sauter    | ThorSport Racing         | Toyota    | 94        | 250.04 (402.4)   | 2:02:09     | 122.819                |
| 2014 | 18 de Outubro | Timothy Peters   | Red Horse Racing         | Toyota    | 95*       | 252.7 (406.681)  | 1:54:19     | 132.632                |
| 2015 | 24 de Outubro | Timothy Peters   | Red Horse Racing         | Toyota    | 98*       | 260.68 (419.523) | 2:00:16     | 130.051                |
| 2016 | 22 de Outubro | Grant Enfinger   | GMS Racing               | Chevrolet | 94        | 250.04 (402.4)   | 2:05:54     | 119.161                |
| 2017 | 14 de Outubro | Parker Kligerman | Henderson Motorsports    | Toyota    | 95*       | 252.7 (406.681)  | 1:57:18     | 129.258                |
| 2018 | 13 de Outubro | Timothy Peters   | GMS Racing               | Chevrolet | 94        | 250.04 (402.4)   | 1:48:47     | 137.911                |

- 2009, 2010, 2014, 2015 e 2017: Corridas estendidas devido a green-white-checker finishes.

| Sequência das Provas  | Sequência das Provas | Sequência das Provas | Sequência das Provas | Sequência das Provas |
| World of Westgate 200 | <<                   | Sugarlands Shine 250 | >>                   | Texas Roadhouse 200  |
| --------------------- | -------------------- | -------------------- | -------------------- | -------------------- |